# Hadrolecocatantops glauningi
Hadrolecocatantops glauningi är en insektsart som först beskrevs av Willy Adolf Theodor Ramme 1929.  Hadrolecocatantops glauningi ingår i släktet Hadrolecocatantops och familjen gräshoppor. Inga underarter finns listade i Catalogue of Life.